# Chrysobothris edwardsii
Chrysobothris edwardsii är en skalbaggsart som beskrevs av Horn 1886. Chrysobothris edwardsii ingår i släktet Chrysobothris och familjen praktbaggar. Inga underarter finns listade i Catalogue of Life.